# 熊本電気鉄道01形電車

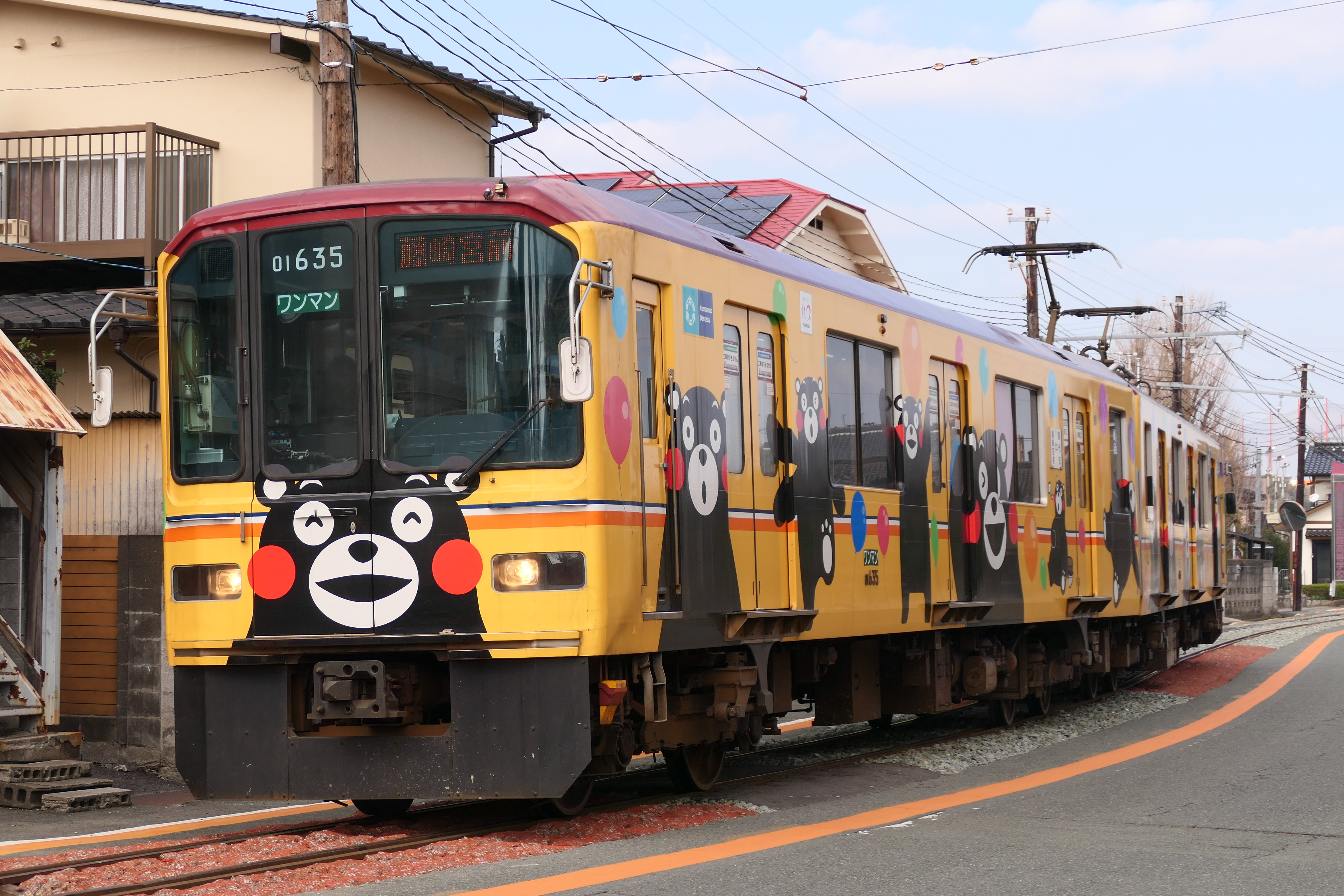
第35編成（2019年12月）

熊本電気鉄道01形電車（くまもとでんきてつどう01がたでんしゃ）は熊本電気鉄道が2014年（平成26年）より導入した電車。

## 概要
廃車となった営団→東京メトロ01系のうち、熊本電気鉄道が5000形（元東急5000系）の後継車両として導入したもので、2014年度と2015年度にかけて2両1編成ずつ、合計2編成4両が導入された。2014年度譲渡分の1編成2両は4次車である第36編成の両先頭車（01-136＋01-636）を改造したもので、2014年5月に西鉄筑紫工場へ搬入され、西鉄テクノサービスにより改造工事を行った。
また、01形の導入と5000形の引退により、熊本電気鉄道の営業用車両は全て冷房装置付きとなった。

## 改造内容
台車は軌間が異なることから、6000形に導入して成果を挙げた川崎重工業製の新型台車「efWING」に換装、また集電方式も異なることから01-100形の屋根上にシングルアーム式のパンタグラフ2基を新たに装備している。床下の制御装置は東芝製IGBT素子VVVFインバータ制御装置を新設した。また従来車両に比べて車体幅が若干狭く車両の乗降口とホームとの間に隙間ができるため、乗降口にドアステップの増設が行われ、ワンマン運転対応用として車内には整理券発行機、両先頭車の前面には後方確認用のミラーが設置されている。
ラインカラーは銀座線時代のままで変わらず、東京地下鉄のキャラクターであるメトポンを用いたドアステッカーもそのまま流用、さらに掲載した熊本電鉄の社章もメトロ時代のデザインに合わせるなど、可能な限り東京メトロ運行当時の雰囲気を残す配慮がなされている。

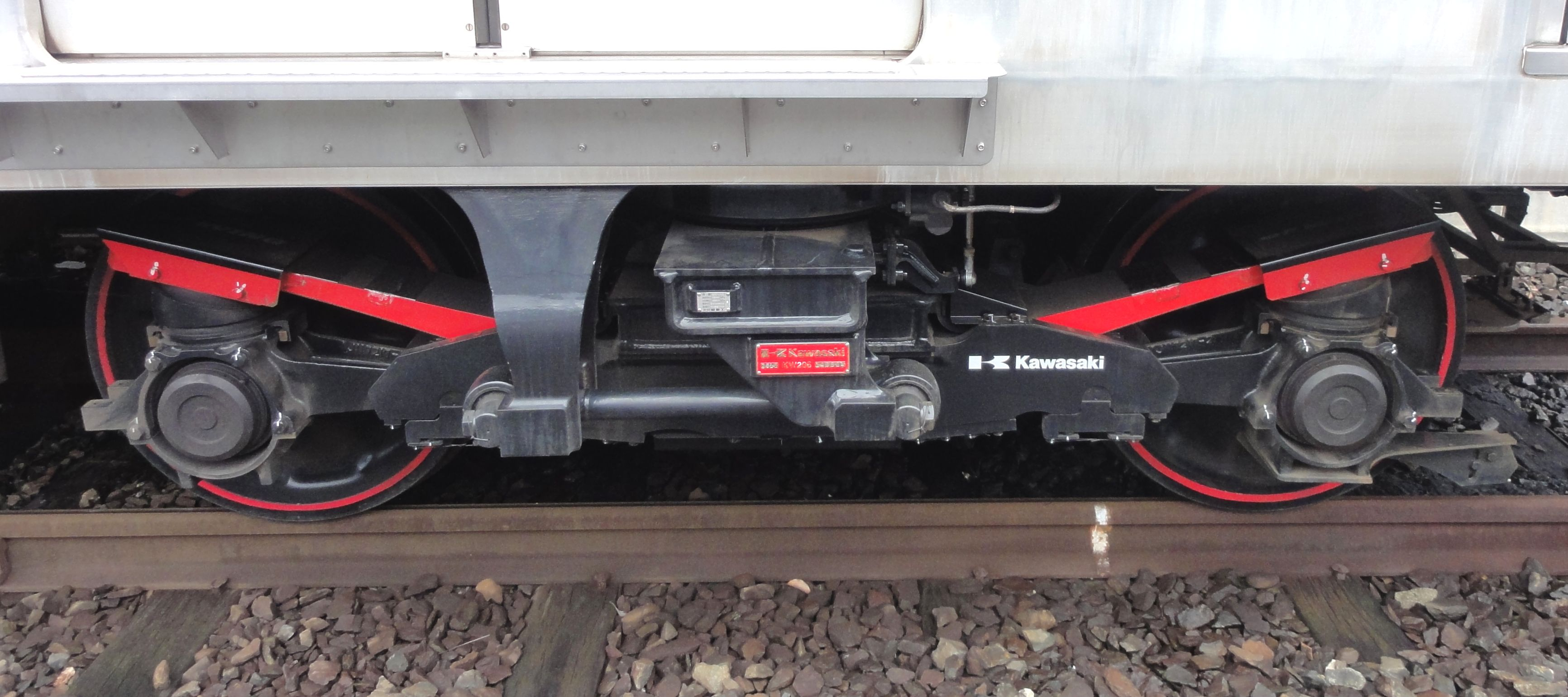
台車は新型台車「efWING」に換装されている
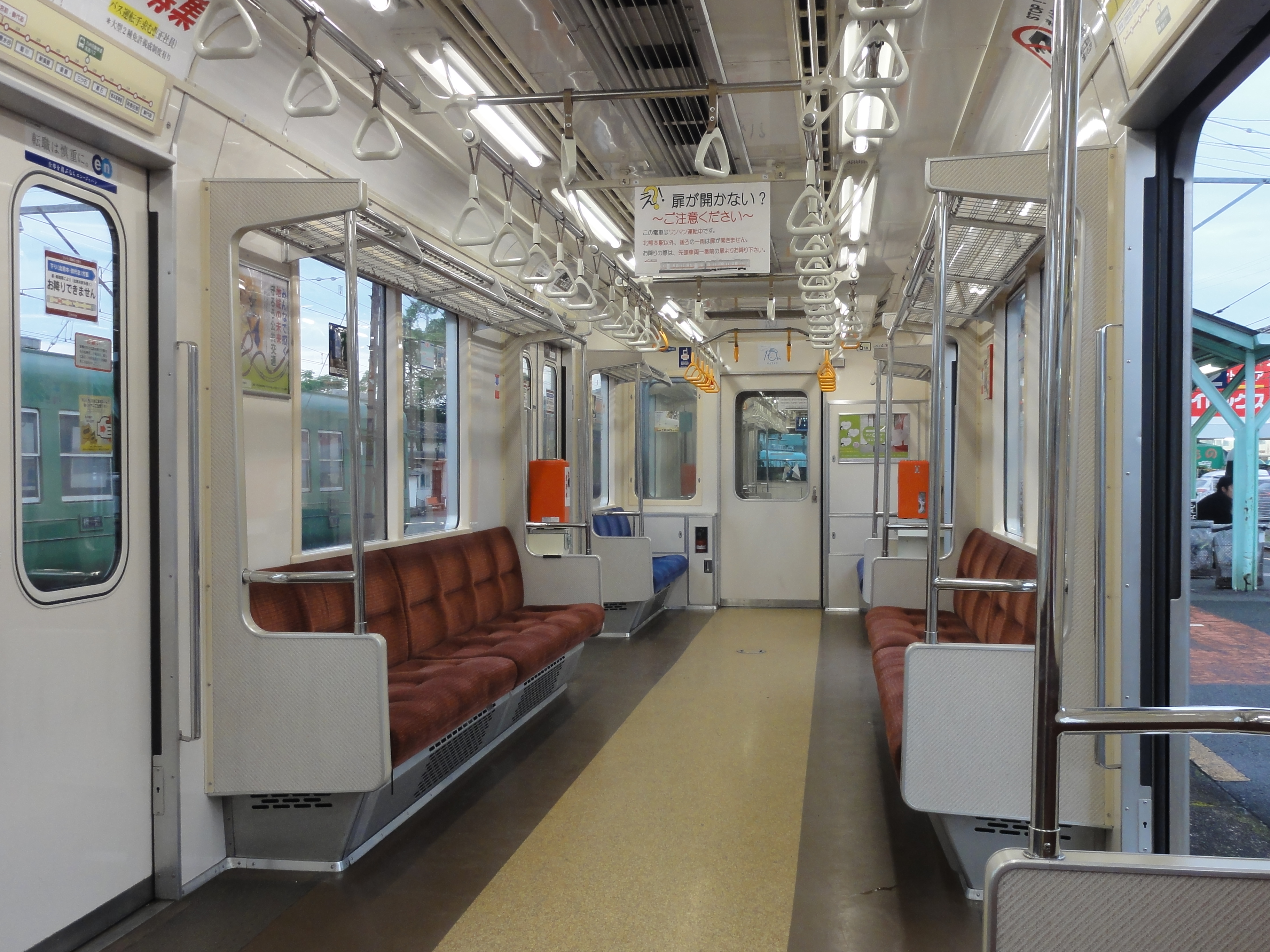
整理券発行機が設置された車内
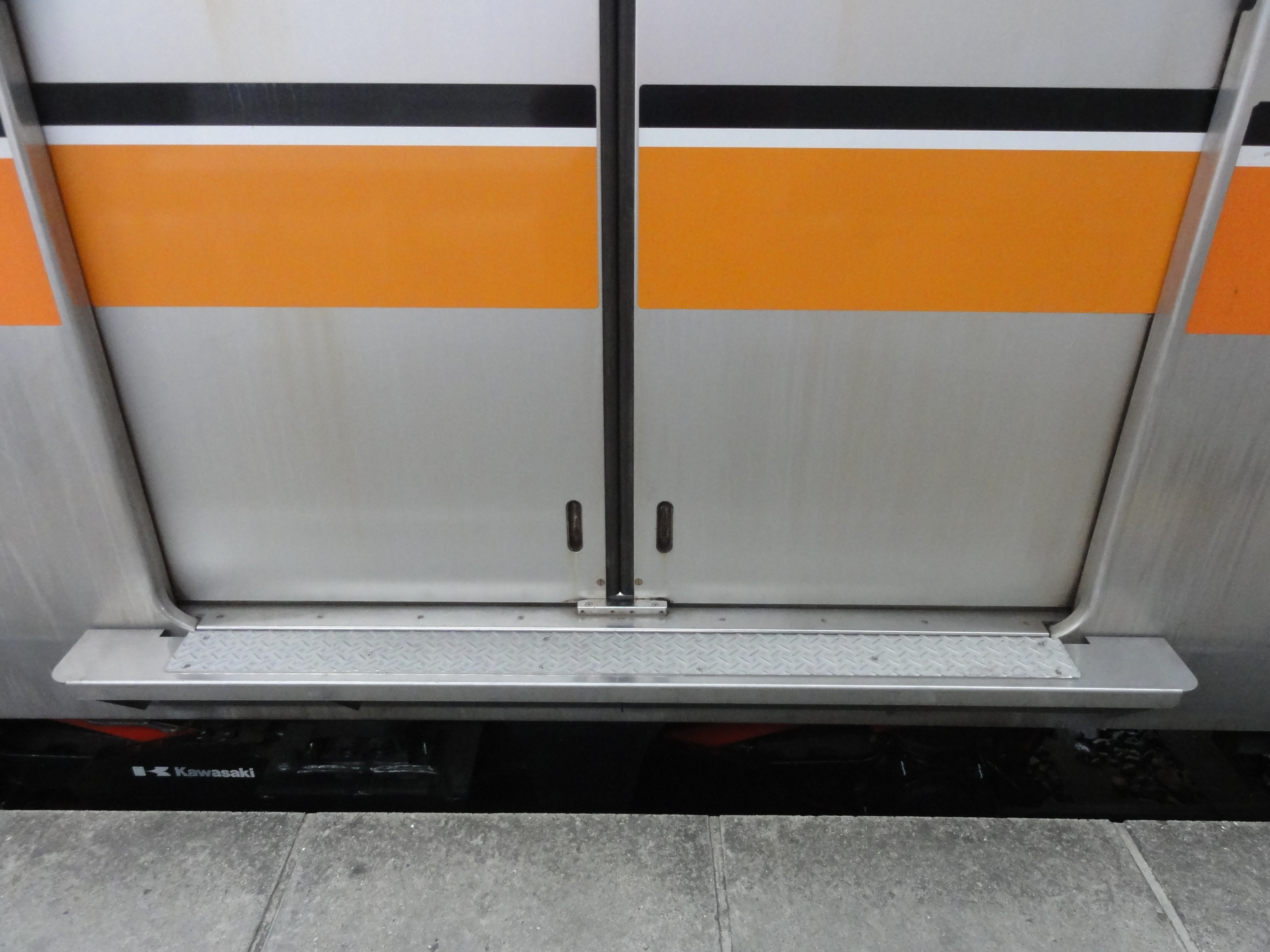
車両の乗降口に増設されたドアステップ
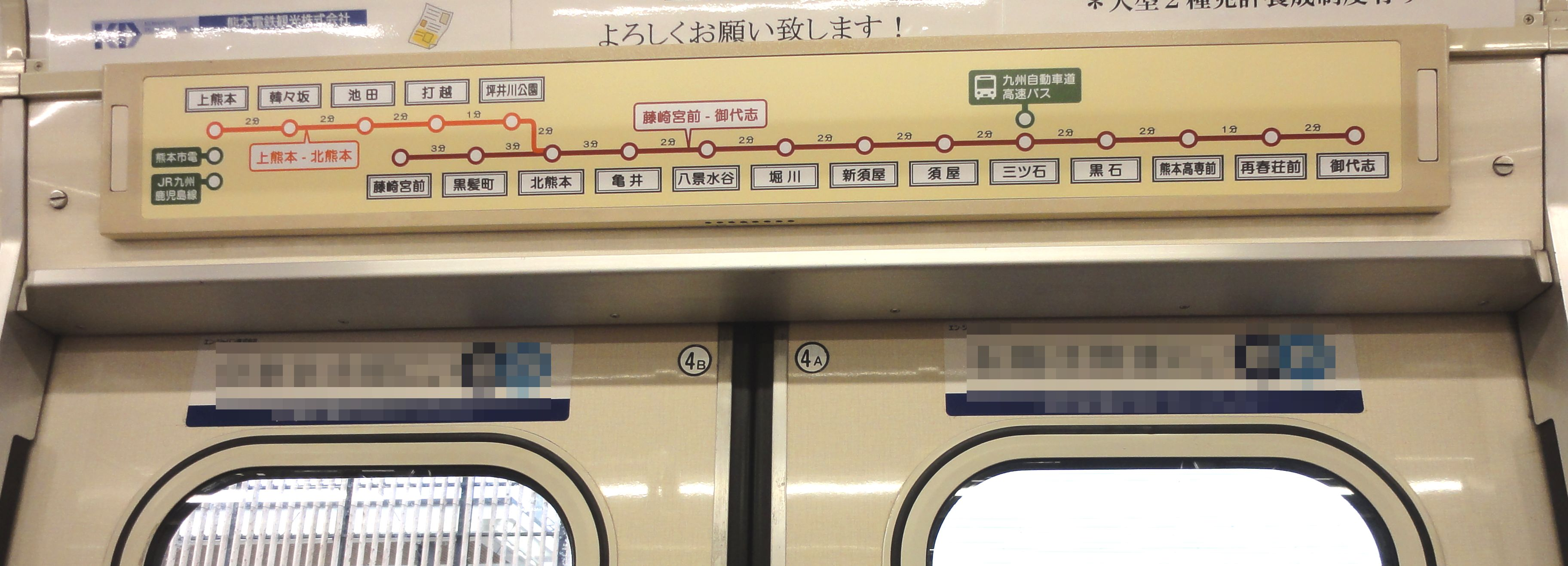
ドア上部にある路線案内図

## 運用
2015年2月21日に同社北熊本車庫に搬入され、同年3月16日より営業運転を開始している。
2016年1月13日に、第35編成が北熊本車庫に搬入され、同年3月1日より運行を開始した。
2016年4月頃、2編成ともスカートが取り付けられた。さらに同年6月11日より第36編成にくまモンのラッピングが施されており、2017年10月には第35編成にもくまモンのラッピングが施され、同年10月14日（鉄道の日）より運行を開始した。
2017年6月現在、2編成とも藤崎宮前 - 御代志間（本線）・上熊本 - 北熊本間（上熊本線）の両方で運行されている。

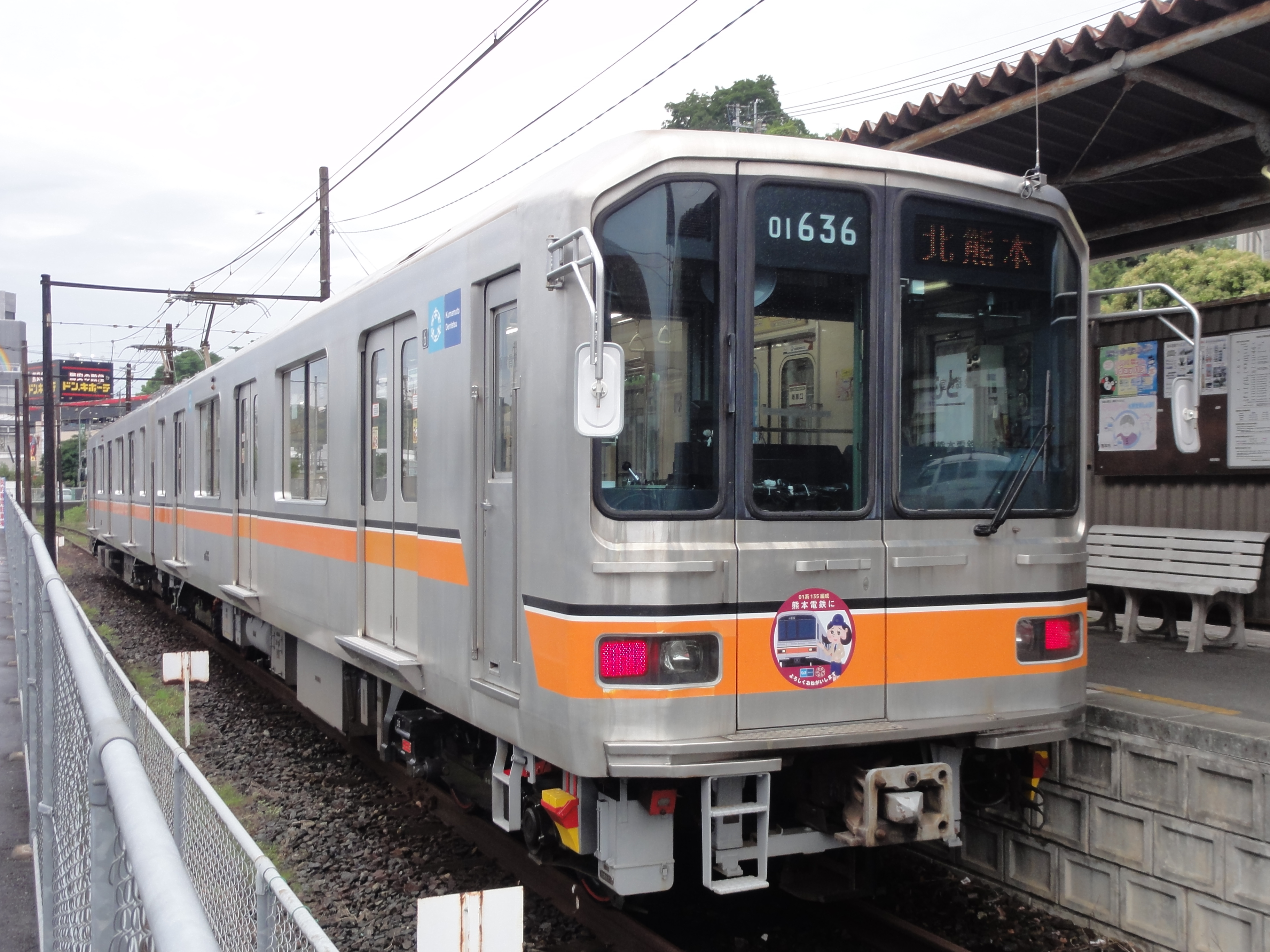
東京メトロからの譲渡を記念したヘッドマークを装着（第36編成）
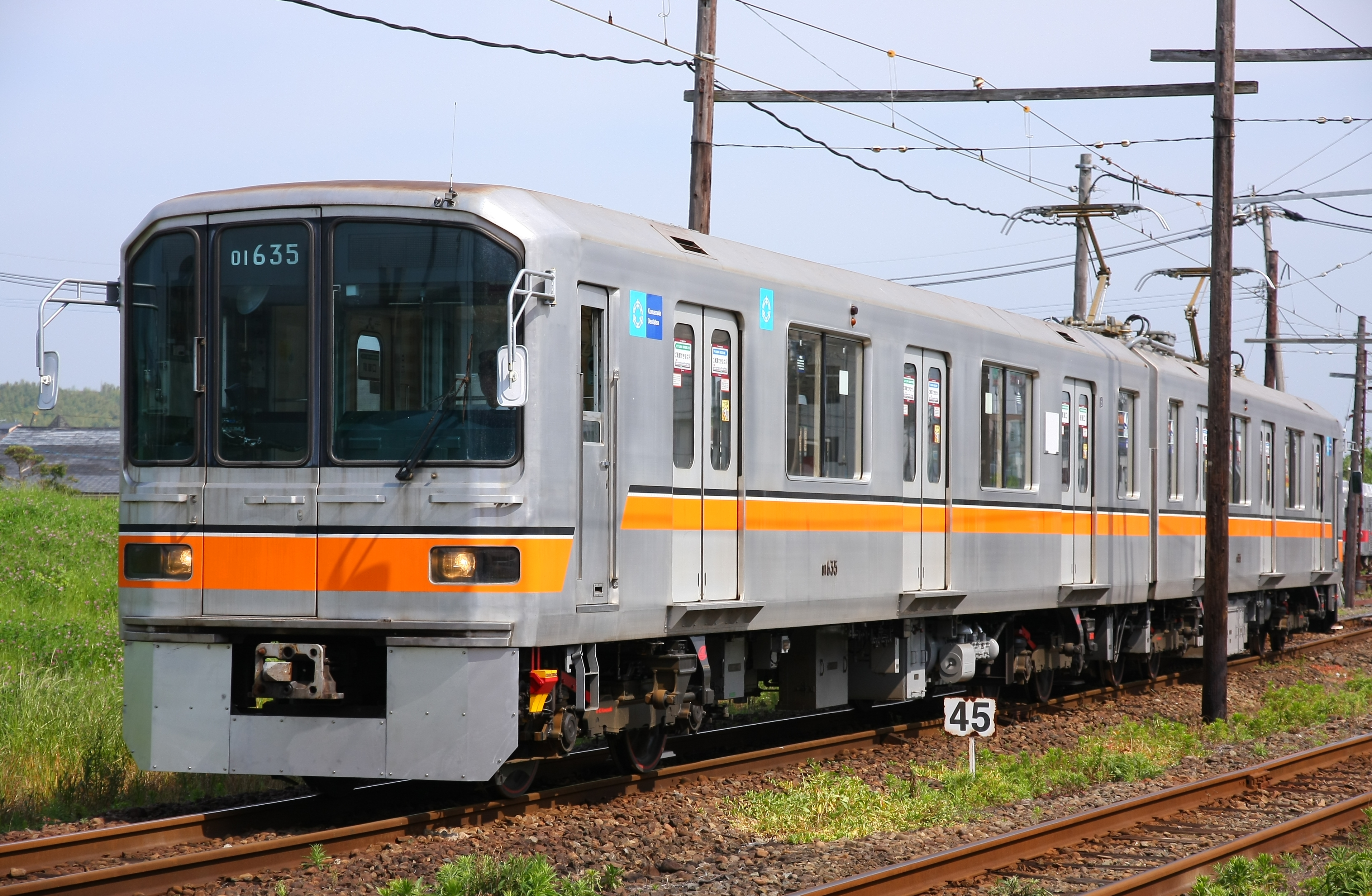
スカート取り付け工事直後（第35編成）

## 編成表
| ← 御代志藤崎宮前/上熊本 → |        |
| Mc                        | Tc     |
| 01-135                    | 01-635 |
| 01-136                    | 01-636 |

- 集電装置は御代志側（Mc）にシングルアーム式パンタグラフを2基搭載する。
- 車両番号は東京メトロ時代から変更されていない。